# Wszeradów
Wszeradów (do 1945 r. Schweizerei) – przysiółek wsi Ligota Książęca w Polsce, położony w województwie opolskim, w powiecie namysłowskim, w gminie Namysłów. Wchodzi w skład sołectwa Ligota Książęca.
W latach 1975–1998 przysiółek administracyjnie należał do ówczesnego województwa opolskiego.